# Tetrix barbifemura
Tetrix barbifemura är en insektsart som beskrevs av Zheng, Z. 1998. Tetrix barbifemura ingår i släktet Tetrix och familjen torngräshoppor. Inga underarter finns listade i Catalogue of Life.